# ولفیت
ولفیت (انگلیسی: Wellfleet) شرکت تجهیزات مخابراتی آمریکایی است، که در سال ۱۹۸۶ تأسیس شد.